# Müller-Gibbon
Der Müller-Gibbon (Hylobates muelleri) ist eine auf Borneo endemische Primatenart aus der Familie der Gibbons (Hylobatidae).

## Verbreitung

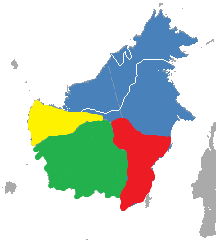
Verbreitungsgebiete der vier Gibbonarten auf Borneo.
Rot – Müller-Gibbon,
blau – Östlicher Borneo-Gibbon,
gelb – Westlicher Borneo-Gibbon,
grün – Weißbartgibbon

Sie kommt im Südosten der Insel südlich des Flusses Mahakam und östlich des Flusses Barito vor. Das Verbreitungsgebiet umfasst damit in etwa die indonesische Provinz Kalimantan Selatan und die südliche Hälfte von Kalimantan Timur.

## Merkmale
Der Müller-Gibbon erreicht ein Gewicht von 4,6 bis 6,2 kg (Weibchen) bzw. 5 bis 6,8 kg (Männchen) und eine Kopf-Rumpf-Länge von etwas mehr als 40 cm. Er ist mausgrau oder bräunlich gefärbt, hat eine dunkle Kappe, ein dunkles Gesicht und eine dunkle Brust, die je nach Alter und Tier individuell variieren. Männchen unterscheiden sich von den Weibchen durch einen blassen, oft nicht vollständigen Gesichtsring und einer dunkelbraunen Kappe (Weibchen haben eine schwarze Kappe). Die Haare auf der Kopfoberseite verlaufen fächerförmig von der Stirn nach hinten und sind über den Ohren deutlich länger.

## Lebensraum und Lebensweise
Die Affenart lebt in primären und sekundären Laubwäldern, Monsunwäldern und tropischen immergrünen Wäldern, oft mit einem hohen Bestand an Flügelfruchtgewächsen. Sie kann auch in selektiv gerodeten Wäldern überleben, sofern genug fruchttragende Bäume übrig geblieben sind. Müller-Gibbons sind tagaktive Baumbewohner und Früchtefresser (62 %), ernähren sich jedoch auch von jungen Blättern (24 %), Blüten (13 %) und Insekten (1 %). Orangefarbene Früchte mit saftigem Fruchtfleisch, dünner Schale und kleinen Samen werden bevorzugt, rote oder purpurfarbene bis schwärzliche Früchte mit trockenem Fruchtfleisch und großen Samen (mehr als 20 mm ⌀) dagegen gemieden. Stehen nicht genug Früchte zur Verfügung werden, sofern genügend vorhanden, vor allem Blüten gefressen. Eine Gruppe besteht meist aus 3–4 Tieren, einem Weibchen, einem Männchen und deren Nachwuchs. Detaillierte Forschungen zur Fortpflanzung gibt es bei dieser Art bisher nicht.

## Systematik
Der Müller-Gibbon wurde 1841 durch den englischen Naturforscher William Charles Linnaeus Martin erstbeschrieben. Lange Zeit galten der Westliche Borneo-Gibbon (Hylobates abbotti) und der Östliche Borneo-Gibbon (H. funereus) als Unterarten von Hylobates muelleri. Nach neueren morphologischen und genetischen Untersuchungen handelt es sich jedoch um eigenständige Arten. Die Verbreitungsgebiete der vier Gibbonarten auf Borneo überlappen sich an den Rändern. Im oberen Stromgebiet des Barito in Zentralborneo leben in einem etwa 5000 km² großen Gebiet Hybriden zwischen dem Müller-Gibbon und dem Weißbartgibbon (H. albibarbis). Die Hybridisierung fand vor 5000 bis 10.000 Jahren statt und dient manchen Wissenschaftlern als Argument den Müller-Gibbon und den Weißbartgibbon als konspezifische Arten zu betrachten. Unter den Hybriden sind Fälle von Polygynie bekannt, während Gibbons normalerweise monogam sind.
Benannt wurde die Art nach dem deutschen Naturforscher Salomon Müller.

## Gefährdung
Der Müller-Gibbon wird von der IUCN als „endangered“ (stark gefährdet) klassifiziert. In den letzten 45 Jahren hat der Bestand um 50 % abgenommen.